# Melanie Wiesenthal
Melanie Wiesenthal, verh. Volkmann, Künstlerpseudoynme Merquana und Melanie van Rosendaal, (* 10. Dezember 1987) ist eine deutsche Autorin und Illustratorin von Jugend-, Kinderbüchern und Kurzgeschichten sowie Verlagsgründerin.

## Leben
Wiesenthal ist im Osten von Thüringen aufgewachsen. Nach ihrer Ausbildung zur Mediengestalterin gründete sie den Merquana Verlag, den sie bis 2017 führte und dann an den Carow Verlag in Müncheberg abgab. Bis 2014 veröffentlichte Wiesenthal Kurzgeschichten und mehrere Bücher unter dem Pseudonym Melanie van Rosendaal. Seit 2017 ist sie vor allem zeichnerisch und malerisch tätig.
Elemente ihrer Heimat sind in einigen ihrer Bilder wiederzufinden, wie z. B. das Altenburger Residenzschloss. Bevorzugt zeichnet und malt die Künstlerin jedoch maritime Motive. 2016 zog sie nach Kiel. Sie präsentierte 2018 ihre Zeichnungen und Malereien auf der Kunstmeile Kiel.
Das 2018 erschienene Kinderbuch „Anna an der Kieler Förde“ beschreibt einige ihrer Erlebnisse in Kiel, die sie in das Buch eingebaut hat. Auch die hierfür entstandenen Illustrationen sind aus ihrer Hand.

## Publikationen
- Geschichten aus der Wüste. Bd. 1. Magische Geschichten, Anthologie mit Text- und Bildbeiträgen, Merquana Verlag, Leipzig 2012, ISBN 978-394388210-0
- Das Wolkenschiff, neobooks, 2014, ISBN 978-384768503-6
- Orien und Ethien: Die magische Feder, neobooks, 2014, ISBN 978-384761052-6
- Geschichten aus Fantasywelten, neobooks, 2014, ISBN 978-384761284-1
- Die Quelle des Lebens, neobooks, 2016, ISBN 978-373808138-1
- Das Drachenamulett: Weltenwandlung, neobooks, 2016, ISBN 978-373808143-5
- Der Kampf um das Einhorn, Merquana Verlag, Leipzig 2015, ISBN 978-3943882-03-2
- Nixie und die Perlmuschel, Merquana Verlag/Carow Gruppe, Kiel/Müncheberg 2017, ISBN 978-3943882-40-7
- Anna an der Kieler Förde, Carow Verlag, Müncheberg 2018, ISBN 978-3944873-23-7

## Weitere Illustrationen
- mehrere Autoren und Illustratoren: Geschichten auf dem Meeresgrund. [Anthologie], Net-Verlag, Cubbel 2012. ISBN 978-3942229-64-7
- mehrere Autoren; Ill.: Jenny Schneider und Melanie Wiesenthal: Faszination alter Reiche. [Anthologie; Auswahl der Geschichten: Lysann Rößler (Hrsg.) & Leserteam], Net-Verlag, Tangerhütte 2014. ISBN 978-3957200-21-1
- Melanie Wiesenthal (Fotoill.): Schönes Kiel 2017. Wandkalender 2017; hrsg. vom familia Verlag, Leipzig 2016. ISBN 978-3961310-09-8
- Kathrin Goldfeld (Autor); Melanie Wiesenthal (Ill.): Fabelhafte Meeresreime. (Bilderbuch) Carow Verlag, Müncheberg 2017. ISBN 978-3944873-17-6
- Christa Kuczinski (Text); Melanie Wiesenthal (Ill.): Ausmalblock zum Fantasyroman Aberness von Christa Kuczinski mit Textstellen. Verlagshaus el Gato, Berlin 2017. ISBN 978-3946049-17-3[8]
- Jennifer N. Kartal(Autor); Melanie Wiesenthal (Ill.): Tamtam und Pampam sagen immer:: Lernen macht Spass – Links, rechts, vor und hinter. Books on Demand, 2017, ISBN 978-3744849630

## Ausstellungen
- 2018: Kunstmeile Kiel[9]
- 2019: Magie der Träume[10]